# Rue Pecquay
La rue de Pecquay est une voie publique, ancienne, du 4e arrondissement de Paris.

## Situation et accès
La « rue Pecquay », d'une longueur de 85 mètres, est située dans le 4e arrondissement, quartier Saint-Merri, et commence au 34, rue des Blancs-Manteaux et finit au 5, rue Rambuteau.
Stations de métro : Rambuteau, Hôtel de Ville.

## Origine du nom
Le nom de Pecquay est une altération de celui de Jean de la Haie, dit Picquet, bourgeois de Paris, conseiller du roi Charles VI et trésorier général des finances français, qui y possédait un hôtel particulier.

## Historique
En 1300, elle porte le nom de « rue Pérenelle-de-Saint-Pol ».
Elle est citée dans Le Dit des rues de Paris, de Guillot de Paris, sous la forme de « rue Perrenele de Saint-Pol ».
Elle fut connue également un peu plus tard sous le nom de « cul-de-sac des Blancs-Manteaux », puis cette voie prend ensuite le nom de « cul-de-sac Picquet » en raison de Jean de La Haye dit « Picquet », à cause de sa terre de Plessis-Picquet qui avait fait construire sur cette impasse son hôtel particulier. Ce bâtiment quadrilatère en pierre fut reproduit par Lacaille dans son plan de Paris de 1714.
Il fut ensuite nommé « cul-de-sac Novion », car la famille de grande robe, les « de Novion », y avait aussi une maison. Cette famille possédait un château dans la vallée de Montmorency. C'est grâce à cette famille que le passage était doté de trois lanternes qui n'éclairaient qu'une seule propriété,.
Cette voie, qui reprit ensuite son nom de « cul-de-sac Picquet », fut transformée en « passage Pecquay » ; la partie de l'impasse qui s'étendait de l'extrémité de l'impasse à la rue Rambuteau était toutefois une propriété privée.
Une décision ministérielle, du 10 mai 1813, signée Montalivet, fixe la largeur de cette voie publique à 7 mètres.
En 1817, le « cul-de-sac Pecquay », qui était situé dans l'ancien 7e arrondissement, quartier du Mont-de-Piété, commençait au 38-40, rue des Blancs-Manteaux et se finissait en impasse
Jean-Honoré Simon, accusé d'avoir participé à l'insurrection de la Société des saisons, les 12 et 13 mai 1839, demeurait au 15, « passage Pecquet ».
En 1844, devenu le « passage Pecquay », d'une longueur de 85 mètres, il était toujours situé dans l'ancien 7e arrondissement, quartier du Mont-de-Piété, commençait aux 38-40, rue des Blancs-Manteaux et  finissait aux 5-7, rue Rambuteau.
Les classements et alignements, non retenus au PSMV du Marais, par décret du 13 février 1852, sur le côté pair, sur une longueur de 51 mètres depuis la rue des Blancs-Manteaux, et pour la partie restante par arrêt du 9 juin 1931 pour le nivellement. La dénomination actuelle fut décidée par un arrêt du 4 mai 1955.

## Bâtiments remarquables et lieux de mémoire
- Le 7 octobre 1833, dans une école située au 7, impasse Pecquay, se tient la première réunion mensuelle de l'Orphéon, société chorale fondée par Wilhem. Cette initiative remporte un grand succès. C'est le début du mouvement musical de masses des orphéons.

Une plaque commémorative ancienne sur l'immeuble au 7, impasse Pecquay, devenue depuis rue Pecquay, rappelle cet événement, il y est écrit :

« Ici, 
7.10.1833, Wilhem crée l'Orphéon »

- Denis-François Angran d'Alleray demeurait dans le « cul-de-sac Pequet » lors de sa condamnation.